# Liga Gaúcha de Futsal 3 de 2019
A Liga Gaúcha de Futsal 3 de 2019 foi a primeira edição do campeonato, equivalente à terceira divisão da Liga Gaúcha de Futsal, a principal competição de futsal do estado do Rio Grande do Sul. A equipe do 15 de Novembro se sagrou campeão ao derrotar o Cerro Largo nas finais.

## Finais

### Primeiro jogo
| 19 de outubro de 2019 | 15 de Novembro | 2 – 4  | Cerro Largo | Vila Maria |
| 20:00                 |                | Resumo |             |            |

### Segundo jogo
| 26 de outubro de 2019 | Cerro Largo | 3-4 (0-1) | 15 de Novembro | Cerro Largo |
| 20:00                 |             | Resumo    |                |             |